# Filippo Scicchitano
Filippo Scicchitano est un acteur italien né le 13 octobre 1993 à Rome.

## Filmographie

### Cinéma
- 2011 : Scialla! (Stai sereno) de Francesco Bruni
- 2012  : Une journée à Rome (Un giorno speciale) de Francesca Comencini
- 2013  : Bianca come il latte, rossa come il sangue de Giacomo Campiotti
- 2014 : Il mondo fino in fondo d'Alessandro Lunardelli
- 2014 : Allacciate le cinture de Ferzan Özpetek